# Tweede Kamerverkiezingen in het kiesdistrict Rotterdam II (1897-1918)
Tweede Kamerverkiezingen in het kiesdistrict Rotterdam II (1897-1918) geeft een overzicht van verkiezingen voor de Nederlandse Tweede Kamer in het kiesdistrict Rotterdam II in de periode 1897-1918.
Het kiesdistrict Rotterdam II was eerder ingesteld geweest in de periode 1848-1850. Het kiesdistrict werd opnieuw ingesteld in 1897, toen het meervoudige kiesdistrict Rotterdam gesplitst werd in vijf enkelvoudige kiesdistricten, Rotterdam I, Rotterdam II, Rotterdam III, Rotterdam IV en Rotterdam V. Tot het kiesdistrict behoorde een gedeelte van de gemeente Rotterdam.
Het kiesdistrict Rotterdam II vaardigde in dit tijdvak per zittingsperiode één lid af naar de Tweede Kamer. 
Legenda
- cursief: in de eerste verkiezingsronde geëindigd op de eerste of tweede plaats, en geplaatst voor de tweede ronde;
- vet: gekozen als lid van de Tweede Kamer.

## 15 juni 1897
De verkiezingen waren algemene verkiezingen; zij werden gehouden na ontbinding van de Tweede Kamer vanwege het bereiken van het einde van de zittingstermijn. 
|                           | 15 juni | 25 juni |
| ------------------------- | ------- | ------- |
| Kiesgerechtigden          | 3.394   | 3.394   |
| Opkomst                   | 2.786   | 2.283   |
| Geldige stemmen           | 2.768   | 2.243   |
| Blanco stemmen            | 18      | 40      |
| Kandidaten                |         |         |
| D. de Klerk               | 1.135   | 1.649   |
| T.A.J. van Asch van Wijck | 582     | 1.194   |
| J.T. de Visser            | 543     |         |
| H.J.A.M. Schaepman        | 425     |         |
| J.G. van Kuykhof          | 83      |         |

## 14 juni 1901
De verkiezingen waren algemene verkiezingen; zij werden gehouden na ontbinding van de Tweede Kamer vanwege het bereiken van het einde van de zittingstermijn. 
|                  | 14 juni | 27 juni |
| ---------------- | ------- | ------- |
| Kiesgerechtigden | 5.148   | 5.148   |
| Opkomst          | 3.797   | 4.282   |
| Geldige stemmen  | 3.760   | 4.259   |
| Blanco stemmen   | 37      | 23      |
| Kandidaten       |         |         |
| D. de Klerk      | 1.637   | 2.298   |
| A. de Jong       | 1.548   | 1.961   |
| H. Verkouteren   | 296     |         |
| J.G. van Kuykhof | 279     |         |

## 16 juni 1905
De verkiezingen waren algemene verkiezingen; zij werden gehouden na ontbinding van de Tweede Kamer vanwege het bereiken van het einde van de zittingstermijn. 
|                  | 16 juni | 28 juni |
| ---------------- | ------- | ------- |
| Kiesgerechtigden | 7.751   | 7.357   |
| Opkomst          | 6.888   | 7.191   |
| Geldige stemmen  | 6.832   | 7.157   |
| Blanco stemmen   | 56      | 34      |
| Kandidaten       |         |         |
| D. de Klerk      | 3.124   | 3.829   |
| J.T. de Visser   | 3.151   | 3.328   |
| P.J. Helsdingen  | 557     |         |

## 11 juni 1909
De verkiezingen waren algemene verkiezingen; zij werden gehouden na ontbinding van de Tweede Kamer vanwege het bereiken van het einde van de zittingstermijn. 
|                   | 11 juni | 23 juni |
| ----------------- | ------- | ------- |
| Kiesgerechtigden  | 10.761  | 10.761  |
| Opkomst           | 8.510   | 9.026   |
| Geldige stemmen   | 8.434   | 8.946   |
| Blanco stemmen    | 76      | 80      |
| Kandidaten        |         |         |
| D. de Klerk       | 3.200   | 4.508   |
| W.B. van Staveren | 4.029   | 4.438   |
| P.J. Troelstra    | 1.205   |         |

## 17 juni 1913
De verkiezingen waren algemene verkiezingen; zij werden gehouden na ontbinding van de Tweede Kamer vanwege het bereiken van het einde van de zittingstermijn. 
|                   | 17 juni | 25 juni |
| ----------------- | ------- | ------- |
| Kiesgerechtigden  | 13.625  | 12.248  |
| Opkomst           | 11.292  | 11.589  |
| Geldige stemmen   | 11.175  | 11.451  |
| Blanco stemmen    | 117     | 138     |
| Kandidaten        |         |         |
| H. Spiekman       | 3.395   | 6.129   |
| W.B. van Staveren | 4.431   | 5.322   |
| D. de Klerk       | 3.349   |         |

## 15 juni 1917
De verkiezingen waren algemene verkiezingen; zij werden gehouden na ontbinding van de Tweede Kamer nadat een voorstel tot wijziging van de Grondwet in eerste lezing door Tweede Kamer en Eerste Kamer was aangenomen. 
|                   | 15 juni |
| ----------------- | ------- |
| Kiesgerechtigden  | 17.453  |
| Opkomst           | 5.106   |
| Geldige stemmen   | 4.905   |
| Blanco stemmen    | 201     |
| Kandidaten        |         |
| H. Spiekman       | 3.943   |
| J. Roeper Bosch   | 496     |
| W. van Ravesteijn | 466     |

## 14 december 1917
Hendrik Spiekman, gekozen bij de verkiezingen van 15 juni 1917, overleed op 18 november 1917. Om in de ontstane vacature te voorzien werd een tussentijdse verkiezing gehouden.
|                   | 14 december | 21 december |
| ----------------- | ----------- | ----------- |
| Kiesgerechtigden  | 17.453      | 17.453      |
| Opkomst           | 9.375       | 9.591       |
| Geldige stemmen   | 8.254       | 9.513       |
| Blanco stemmen    | 121         | 78          |
| Kandidaten        |             |             |
| A.B. de Zeeuw     | 3.628       | 4.844       |
| J. Schouten       | 3.441       | 4.669       |
| D. de Klerk       | 2.035       |             |
| W. van Ravesteijn | 150         |             |

## Opheffing
De verkiezing van 14 december 1917 was de laatste verkiezing voor het kiesdistrict Rotterdam II. In 1918 werd voor verkiezingen voor de Tweede Kamer overgegaan op een systeem van evenredige vertegenwoordiging met kandidatenlijsten van politieke partijen.